# Довима
Дороти Вирджиния Маргарет Джуба (англ. Dorothy Virginia Margaret Juba; 11 декабря 1927 — 3 мая 1990), более известная как Довима (англ. Dovima, сокращение от первых двух букв каждого имени) — американская фотомодель, снимавшаяся и имевшая наибольшую популярность в 1950-х годах.

## Детство и юность
Довима родилась в Куинсе, Нью-Йорк, в семье с польскими и ирландскими корнями. В 10 лет заболела ревматизмом и 8 лет, до своего совершеннолетия, была прикована к постели. Тогда же она и придумала себе псевдоним «Довима» — этим именем она подписывала свои рисунки.

## Карьера модели
Довиму впервые пригласили на съёмки в 18 лет, когда один из редакторов Vogue заметил её на Пятой авеню, где она работала продавщицей в кондитерском магазине.
Её карьера развилась стремительно — уже на следующий день она попала на съёмку к легендарному Ирвингу Пенну, и в дальнейшем работала со множеством культовых фотографов. Наиболее тесно и продуктивно она сотрудничала с Ричардом Аведоном, который снял её знаменитую фотографию в длинном вечернем платье на арене цирка с парой слонов. Эта фотография — Dovima with the Elephants — сделанная в парижском (Цирк д Ивер) в августе 1955, является одной из самых знаменитых модных фотографий того времени в была продана за 1,15 миллиона долларов в 2010 г.
Довима была самой высокооплачиваемой моделью своего времени: на пике карьеры она получала 60 (в некоторых источниках — 75) долларов в час, в то время как большая часть топ-моделей довольствовалась ставкой в 25 долларов.
Довима завершила карьеру модели в 1962 году в возрасте 35 лет.
После окончания модельной карьеры пробовала себя в роли актрисы и телеведущей, однако успеха не достигла. Также пыталась открыть свое модельное агентство, однако оно тоже вскоре закрылось. В последние годы работала официанткой во Флориде.

## Личная жизнь
Первый муж — Джек Голден, работник банка.
Второй муж — Алан Мюррей, сотрудник службы иммиграции. От него Довима родила дочь Эллисон 14 июля 1958 г. В результате развода в 1960 году лишилась опеки над девочкой.
Третий муж — Вест Хеллингсворт.
Умерла от рака печени 3 мая 1990 года в возрасте 62 лет.